# Liste von Persönlichkeiten der Stadt Triest
Diese Liste enthält in Triest geborene Persönlichkeiten sowie solche, die in Triest gewirkt haben, dabei jedoch andernorts geboren wurden. Die Liste erhebt keinen Anspruch auf Vollständigkeit.

## In Triest geborene Persönlichkeiten

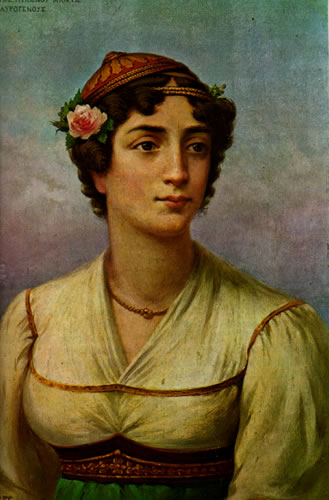
Manto Mavrogenous

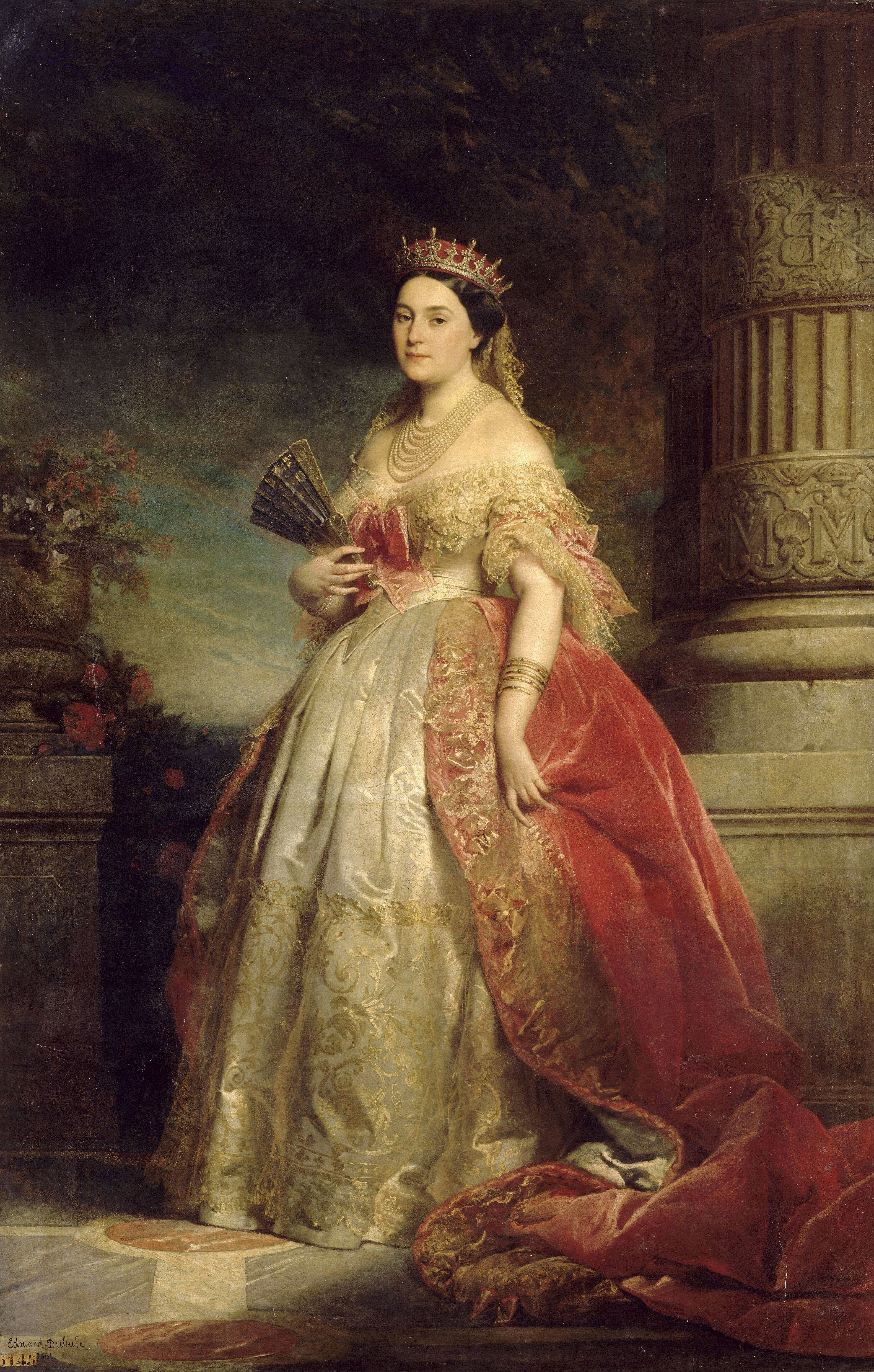
Mathilde Bonaparte

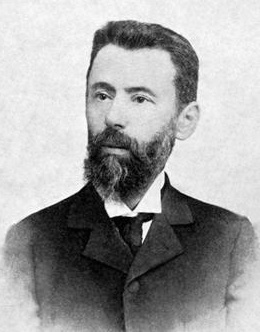
Salvatore Pincherle

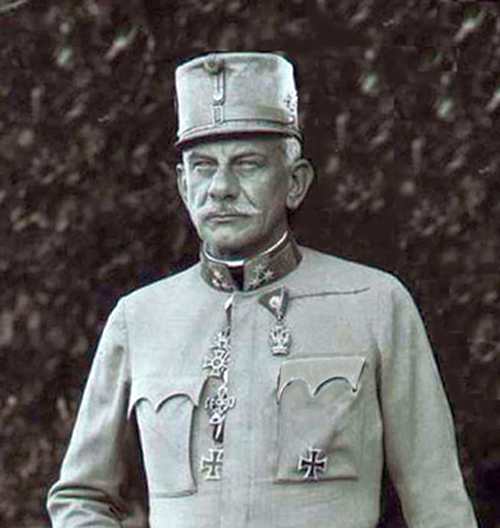
Josef Roth

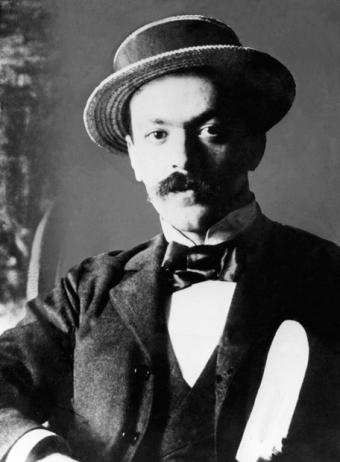
Italo Svevo

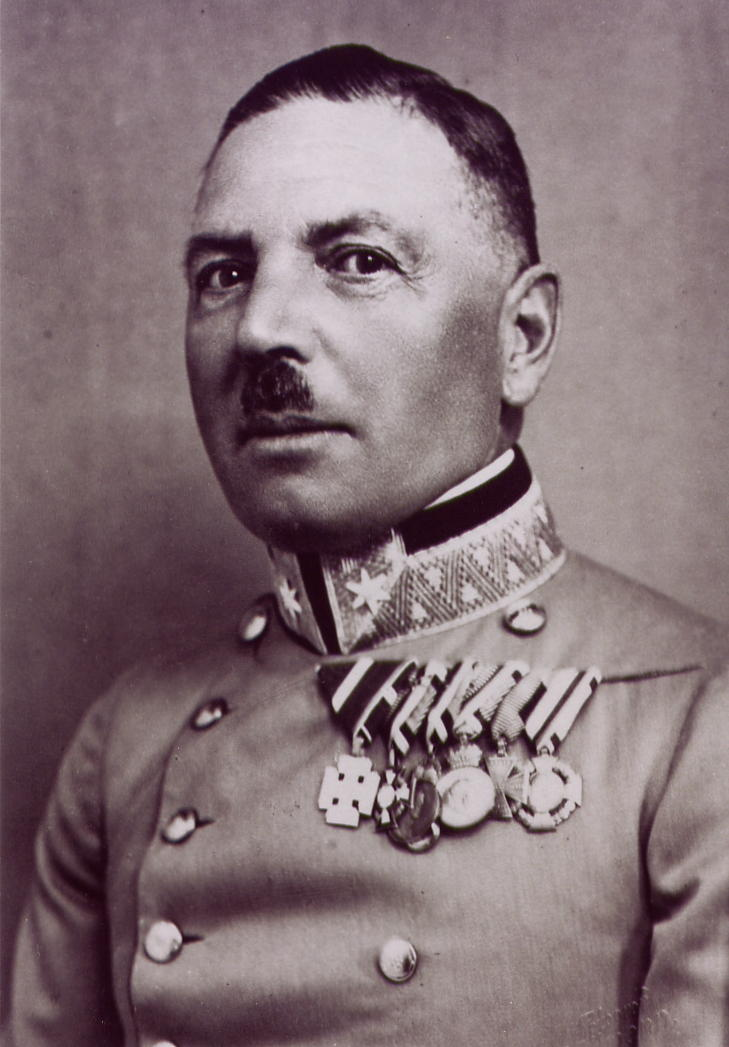
Camillo Bregant

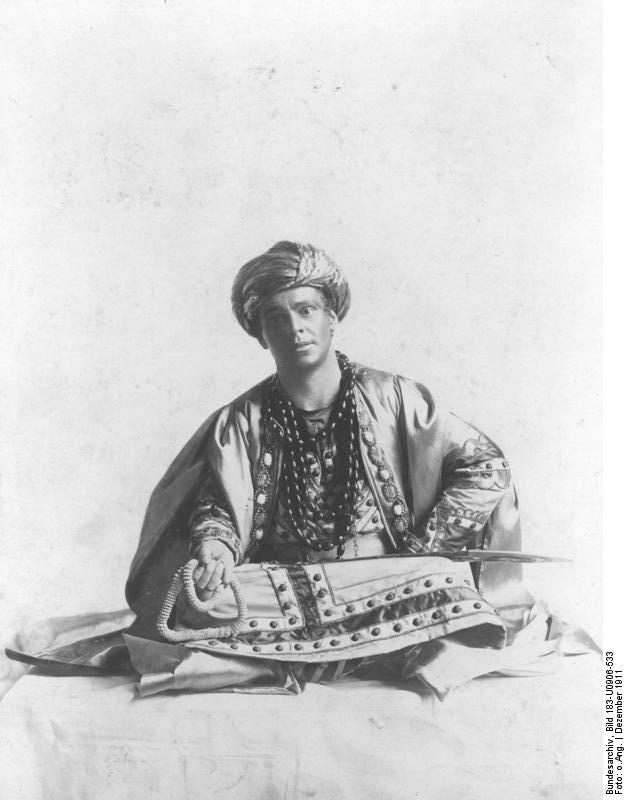
Alexander Moissi

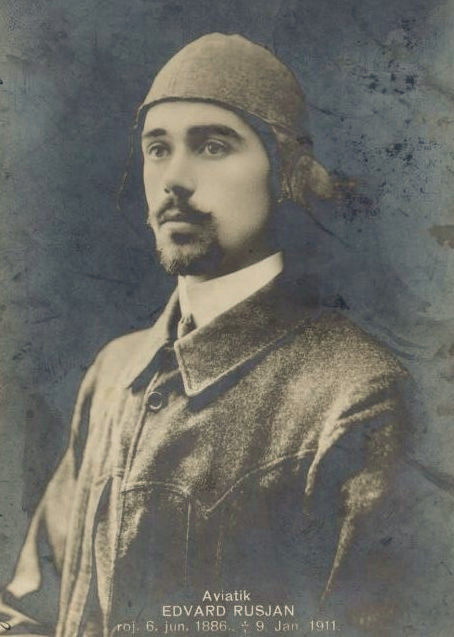
Edvard Rusjan

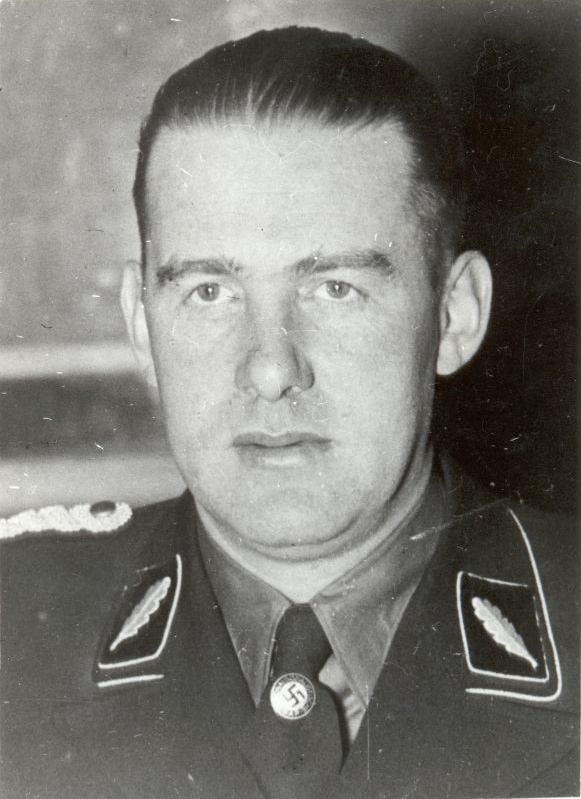
Odilo Globocnik

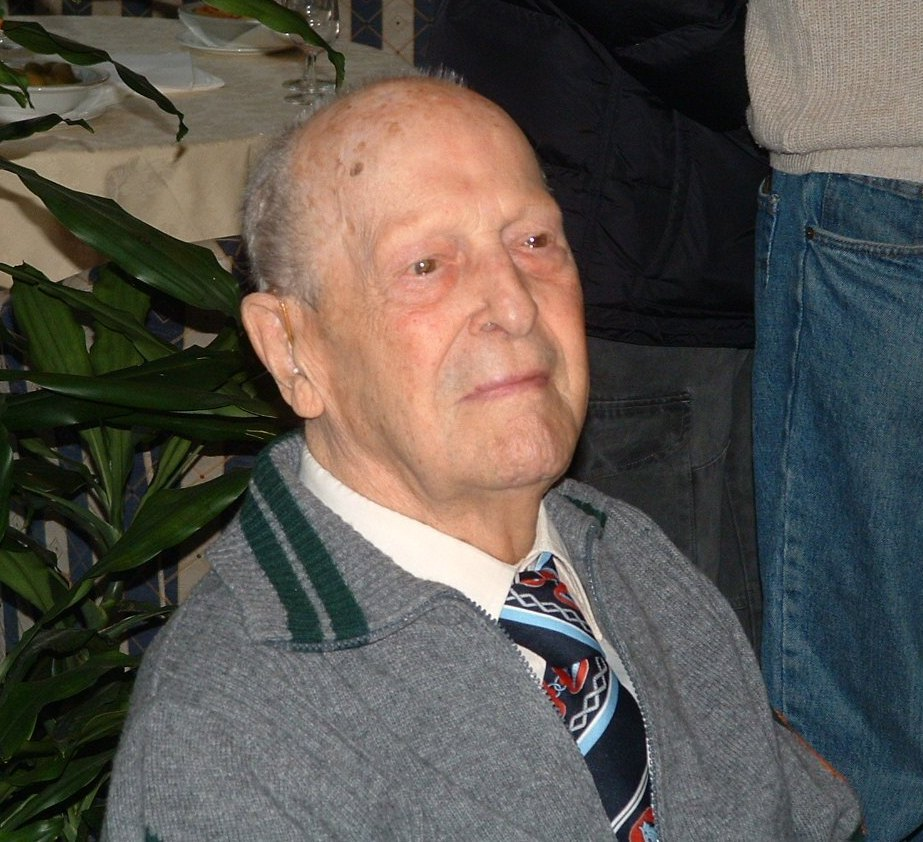
Enrico Paoli

Piero Cappuccilli

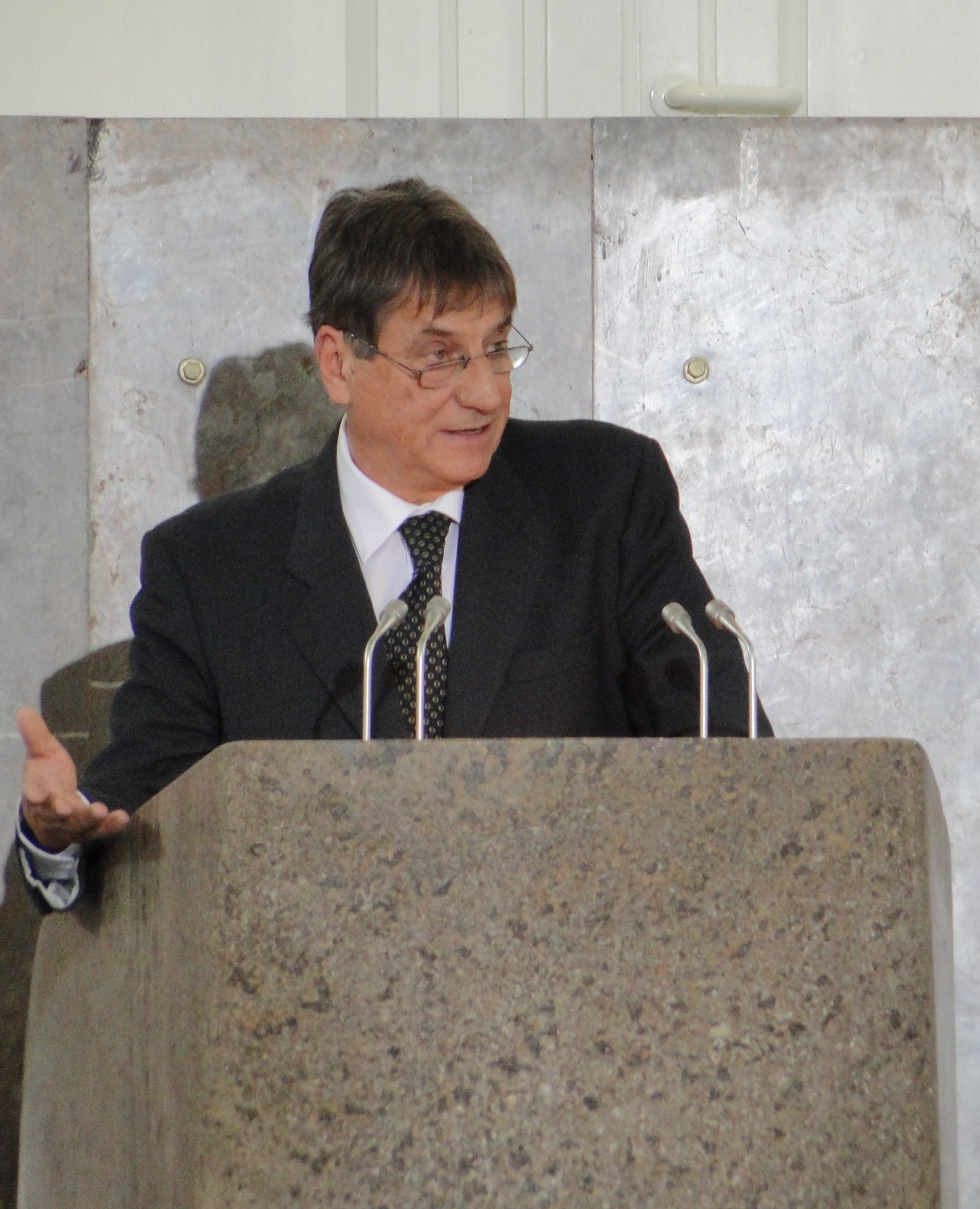
Claudio Magris

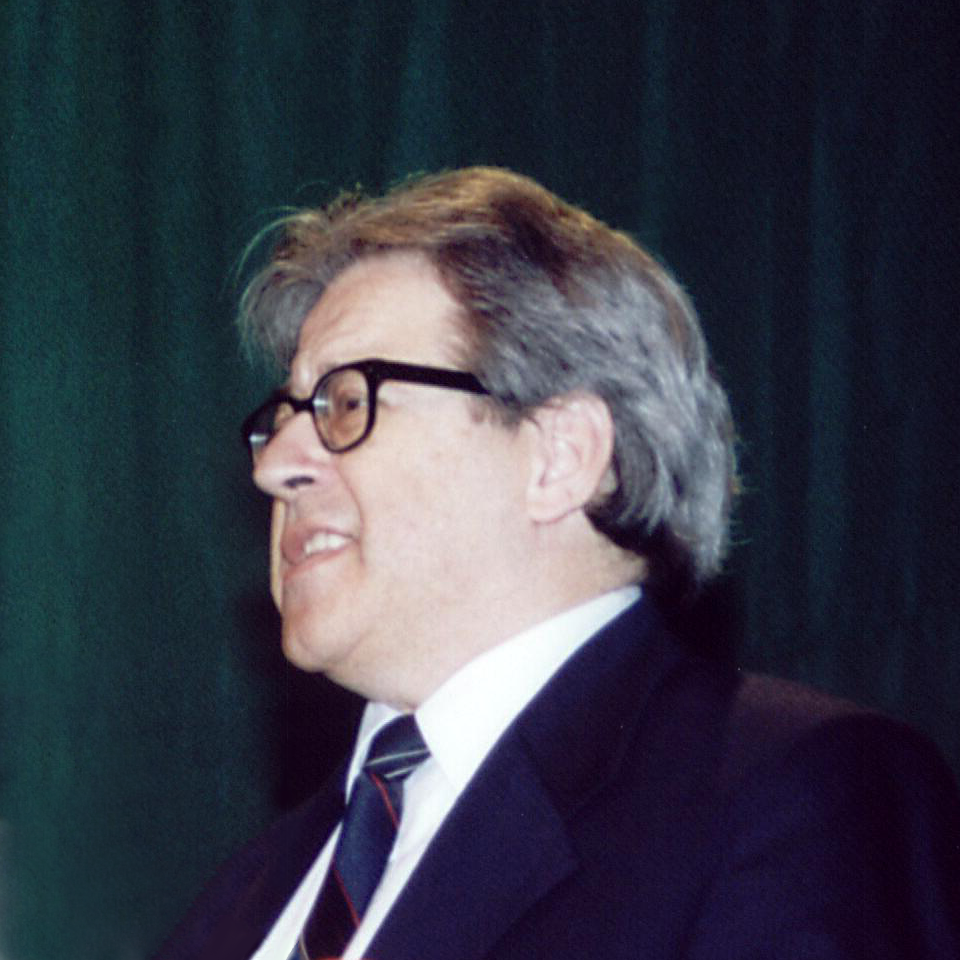
Franko Luin

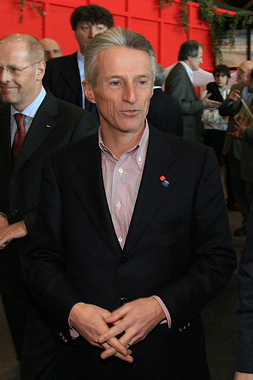
Riccardo Illy

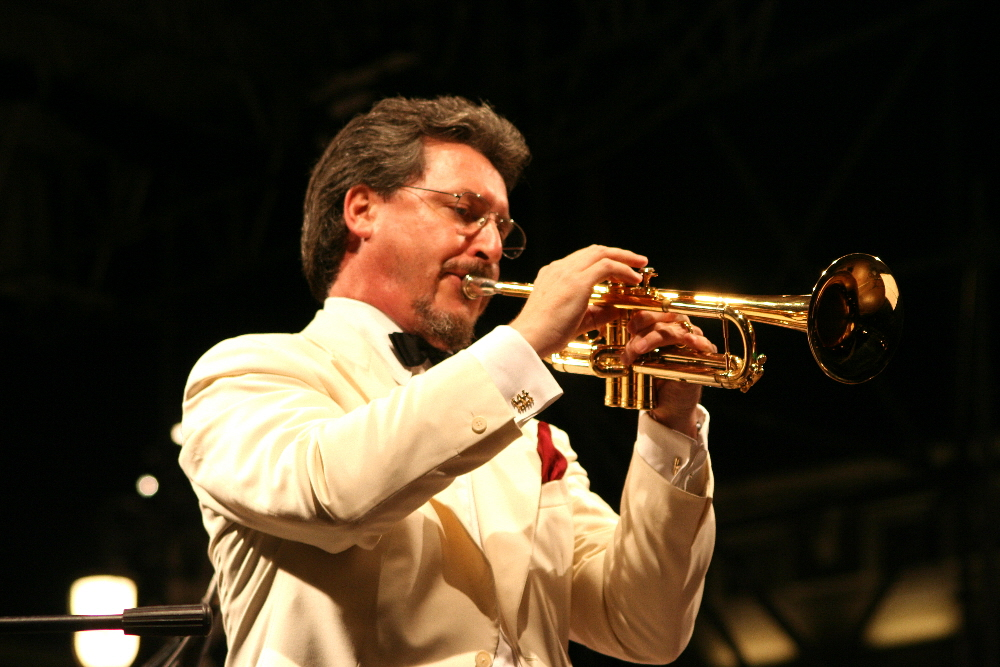
Mauro Maur

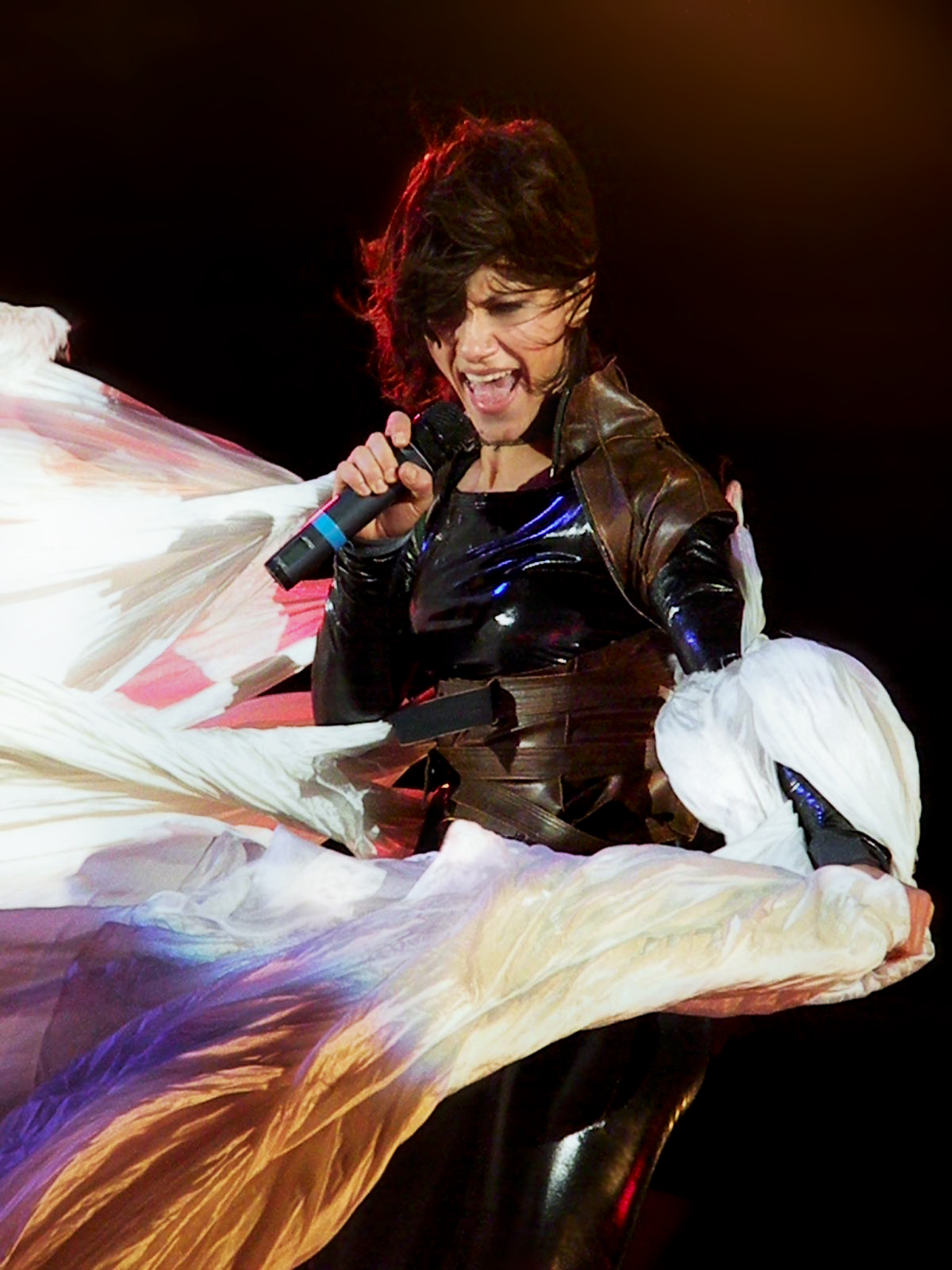
Elisa Toffoli

### 9. bis 18. Jahrhundert
- Johannes von Grado († 802), römisch-katholischer Patriarch von Grado
- Fortunatus II. († 825/826), römisch-katholischer Bischof von Treviso, Patriarch von Grado
- Pietro Bonomo (1458–1546), Humanist, Politiker und Bischof von Triest
- Anton Georg Marenzi von Tagliuno und Talgate (1596–1662), römisch-katholischer Bischof von Triest
- Pompejus Brigido von Bresowitz (1729–1811), Präsident der Landesadministration des Temescher Banats, Gouverneur und Militärkommandant von Triest
- Josef Brigido von Bresowitz (1733–1817), Gouverneur von Laibach, Präsident des Temescher Banats, Gouverneur von Galizien
- Sigmund Zois von Edelstein (1747–1819), Unternehmer, Gelehrter, Schriftsteller und Mäzen
- Domenico Bossi (1767–1853), Portraitmaler
- Domenico Rossetti (1774–1842), Rechtsanwalt, Politiker und Mäzen
- Anton von Cavallar (um 1775–1831), altösterreichischer Diplomat und Hofbeamter
- Isak Aron von Parente (1775–1853), jüdischer Reeder und Großkaufmann, 1847 geadelt
- Rachel Luzzatto Morpurgo (1790–1871), Dichterin und Hebraistin
- Mutius von Tommasini (1794–1879), Bürgermeister von Triest
- Manto Mavrogenous (1796–1848), Unterstützerin und Kommandantin des Griechischen Unabhängigkeitskriegs
- Basilio Calafati (1800–1878), Zauberkünstler, Schausteller und Gasthausbesitzer
- Anton Philipp Ganzoni (1800–1881), Schweizer Politiker
- Samuel David Luzzatto (1800–1865), Gelehrter, Dichter und Aufklärer

### 19. Jahrhundert

#### 1801 bis 1850
- Julius von Hößlin (1802–1849), Bankier
- Pietro Kandler (1804–1872), Historiker
- Elio von Morpurgo (1805–1876), Bankier
- Carl Ritter von Gold (1808–1859), deutscher Politiker, Mitglied der Frankfurter Nationalversammlung
- Ludwig Weber (1809–1853), österreichischer Unternehmer und Politiker
- Louis Antoine Debrauz de Saldapenna (1811–1871), österreichischer Geheimdiplomat, Journalist und Herausgeber
- Charles Faider (1811–1893), belgischer Jurist und Politiker
- Giuseppe Revere (1812–1889), Schriftsteller und Politiker
- Jérôme Napoléon Charles Bonaparte (1814–1847), Sohn von Jérôme Bonaparte
- Hermann Buchler (1815–1900), österreichisch-deutscher Unternehmer
- Johann von Dumreicher (1815–1880), österreichischer Arzt und Chirurg
- Bernhard von Wüllerstorf-Urbair (1816–1883), österreichischer Vizeadmiral, Weltumsegler, Politiker, u. a. k.k. Handelsminister (1865–67)
- Mathilde Lätitia Wilhelmine Bonaparte (1820–1904), Tochter von Napoléons jüngstem Bruder Jérôme Bonaparte
- Girolamo Franceschini (1820–1859), italienisch-österreichischer Zeichner, Lithograph, Kostümbildner und Illustrator
- Alfred von Hingenau (1820–1866), österreichischer Richter und Politiker
- Friedrich Kaltenegger von Riedhorst (1820–1892), österreichischer Beamter und Politiker
- Napoléon Joseph Charles Paul Bonaparte (1822–1891), französischer General und Politiker
- Giovanni Berlam (1823–1892), Architekt
- Peter von Chlumecký (1825–1863), mährischer Historiker
- Giuseppe Bruni (1827–1877), Architekt
- Arnold Leonhard Cloetta (1828–1890), Pathologe und Pharmakologe
- Antonio Caccia der Jüngere (1829–1893), Schweizer Schriftsteller
- Oskar von Hoffmann (1832–1912), deutscher Bankier und Übersetzer
- Alfred Jaell (1832–1882), österreichischer Pianist und Komponist
- Alberto Randegger (1832–1911), österreichisch-britischer Gesangspädagoge, Dirigent und Komponist
- Costantino Ressman (1832–1899), Diplomat und Politiker
- Albert Rieger (1834–1905), Maler
- Julius Moscon (1839–1927), Gutsbesitzer und Abgeordneter zum Österreichischen Abgeordnetenhaus
- Julius Hofmann (1840–1896), österreichischer Architekt
- Ludwig Tischler (1840–1906), österreichischer Architekt
- Giulio Ascoli (1843–1896), Mathematiker
- Guido von Call (1849–1927), österreichischer Diplomat und Politiker
- Guido Goldschmiedt (1850–1915), Chemiker
- Attilio Hortis (1850–1926), Literaturhistoriker und Politiker

#### 1851 bis 1875
- Paul Vittorelli (1851–1932), Jurist und Richter
- Luigino Ricci (1852–1906), Musiker und Komponist
- Johann Georg Ritter von Hütterott (1852–1910), österreichischer Industrieller
- Karl Kuk (1853–1935), General, Militärgouverneur des Generalgouvernements Lublin im Ersten Weltkrieg
- Salvatore Pincherle (1853–1936), Mathematiker
- Ruggero Berlam (1854–1920), Architekt
- Spiridon Gopčević (1855–?), südslawisch-österreichischer Journalist, Diplomat und Astronom
- Gustav Kappler (1855–1922), österreichischer Marinemaler und Konstruktionszeichner
- Leontine von Littrow (1856–1925), österreichische impressionistische Malerin
- Wilhelm Cloetta (1857–1911), Schweizer Romanist
- Alessandro Lustig Piacezzi (1857–1937), Mediziner, Anatom und Pathologe
- Carl Schilling (1857–1932), deutscher Pädagoge, Mathematiker und Nautiker
- Arthur Brehmer (1858–1924), österreichischer Journalist und Schriftsteller
- Guglielmo Oberdan (1858–1882), Mitglied der irredentistischen Bewegung
- Viktor Parma (1858–1924), jugoslawischer Komponist
- Josef Roth (1859–1927), Generaloberst der österreichisch-ungarischen Streitkräfte
- Salvatore Segrè Sartorio (1859–1949), Politiker
- Carlo Schmidl (1859–1943), italienisch-österreichischer Musikverleger und Kunstsammler
- Teodoro Mayer (1860–1942), Politiker
- Julius Dreger (1861–1945), österreichischer Geologe und Paläontologe
- Italo Svevo (1861–1928), Schriftsteller
- Richard Mollier (1863–1935), Professor für angewandte Physik und Maschinenbau
- Vineta Mayer (1865–1945), österreichische Bergsteigerin
- Carlo Wostry (1865–1943), Maler
- Siegfried Mollier (1866–1954), deutscher Mediziner und Anatom
- Marica Nadlišek Bartol (1867–1940), slowenische Schriftstellerin, Übersetzerin und Chefredakteurin
- Alexander Kircher (1867–1939), deutsch-österreichischer Marine- und Landschaftsmaler sowie Illustrator
- Giovanni Zangrando (1867–1941), Maler
- Paolo Gallico (1868–1955), US-amerikanischer Pianist, Komponist und Musikpädagoge
- Leopoldo Metlicovitz (1868–1944), Plakatkünstler
- Vittorio Güttner (1869–1935), österreichisch-deutscher Bildhauer, Schauspieler und Hobby-Indianistiker
- Giuseppe Levi (1872–1965), Mediziner
- Anna Hilaria Preuß (1873–1948), deutsch-österreichische Schriftstellerin
- Adriano Sturli (1873–1964), österreichischer Forscher und Arzt, Mitarbeiter von Karl Landsteiner und Mitentdecker der Blutgruppe AB
- Johann Bossi (1874–1956), Schweizer Politiker (KVP)
- Arturo Castiglioni (1874–1953), Arzt und Medizinhistoriker
- Eugen Bregant (1875–1936), österreichischer General
- Luigi Carnera (1875–1962), Astronom und Entdecker
- Richard Strelli (1875–1940), Benediktinerabt von St. Paul im Lavanttal

#### 1876 bis 1900
- Theodor Däubler (1876–1934), deutscher Schriftsteller, Epiker, Lyriker, Erzähler, und Kunstkritiker
- Hilde Mollier (1876–1967), deutsche Physikerin
- Gino Parin (1876–1944), österreichischer Maler und Zeichner
- Alberto Ascoli (1877–1957), Serologe, Hygieniker und Chemiker
- Medea Norsa (1877–1952), italienische klassische Philologin und Papyrologin
- Vittorio Benussi (1878–1927), Philosoph und Psychologe
- Marta Curellich (1878–1967), Opernsängerin (Mezzosopran)
- Rosa Guttenberg (1878–1959), Malerin und Restauratorin
- Ernst Felix Petritsch (1878–1951), österreichischer Hochschullehrer
- Camillo Bregant (1879–1956), österreichischer General und Rennreiter
- Giulio Beda (1879–1954), italienisch-deutscher Maler
- Camillo Castiglioni (1879–1957), italienisch-österreichischer Industrieller, Börsenspekulant und Pionier der österreichischen Luftfahrt
- Gabriel Formiggini (1879–1936), Violinist und Orchesterleiter
- Gina Conrad von Hötzendorf (1879–1961), langjährige Geliebte und zweite Ehefrau von Franz Conrad von Hötzendorf
- Guido Horn d’Arturo (1879–1967), Astronom
- Pietro Marussig (1879–1937), Maler
- Alexander Moissi (1879–1935), österreichischer Schauspieler
- Arduino Berlam (1880–1946), Architekt
- Dagobert Müller von Thomamühl (1880–1956), österreichischer Marineoffizier, Erfinder und Unternehmer
- Hermann von Guttenberg (1881–1969), österreichisch-deutscher Professor für Botanik
- Ante Mandić (1881–1959), jugoslawischer Politiker
- Walter von Czoernig-Czernhausen (1883–1945), österreichischer Höhlenforscher und Oberbaurat
- Josip Mandić (1883–1959), Komponist
- Umberto Saba (1883–1957), Dichter und Schriftsteller
- Enrico Paolo Salem (1884–1948), Bankier und Podestà
- Virgilio Giotti (1885–1957), Dichter und Schriftsteller
- Guido Marussig (1885–1972), Maler, Stecher und Bühnenbildner
- Alfred Perutz (1885–1934), österreichischer Dermatologe und Syphilidologe
- Marta Cornelius-Furlani (1886–1974), österreichische Geologin und Lehrerin
- Edvard Rusjan (1886–1911), slowenischer Luftfahrtpionier
- Attilio Degrassi (1887–1969), Althistoriker und Epigraphiker
- Paul Pollan (1887–1971), Präsidialchef des österreichischen Bundesministeriums für Justiz
- Fulvio Suvich (1887–1980), Politiker und Diplomat
- Scipio Slataper (1888–1915), Schriftsteller
- Rodolfo Petracco (1889–1979), Architekt und Stadtplaner
- Edoardo Weiss (1889–1970), Psychoanalytiker und Begründer der Psychoanalyse in Italien
- Victor Herold (1890–1956), deutscher Historiker und Gymnasialdirektor
- Otto Kaus (1891–1945), österreichischer Psychologe, Kritiker und Schriftsteller
- Arturo Nathan (1891–1944), Maler
- Ekke Ozlberger (1891–1963), österreichischer Porträt-, Landschafts- und Aktmaler
- Giani Stuparich (1891–1961), Schriftsteller und Journalist
- Marij Kogoj (1892–1956), jugoslawischer Komponist
- Victor de Sabata (1892–1967), Dirigent und Komponist
- Bruno Schussnig (1892–1976), österreichisch-deutscher Biologe und Hochschullehrer
- Elfriede Ehrenfels (1894–1982), österreichische Schriftstellerin
- Enrico Morpurgo (1894–1972), Romanist, Italianist, Kunsthistoriker und Historiker der Zeitmessung
- Giulio Del Torre (1894–1968), Schauspieler
- Karl Hoffmann (1895–1945), Konteradmiral
- Rudolf Creutz (1896–1980), österreichischer SS-Führer
- Georg Cufodontis (1896–1974), österreichischer Botaniker und Professor
- Georg Kantz (1896–1973), österreichischer Mathematiker und Hochschullehrer
- Umberto De Morpurgo (1896–1961), italienischer Tennisspieler
- Oswald Pickel (1896–1980), Maler
- Oskar Kauffmann (1898–1955), österreichischer Psychiater, SS-Führer und Ärztefunktionär
- Doro Levi (1898–1991), Archäologe
- Walter Felicetti-Liebenfels (1899–2000), österreichischer Kunsthistoriker
- Robert Meeraus (1899–1944), österreichischer Kunsthistoriker
- Carlo Sbisà (1899–1964), Maler, Bildhauer und Keramiker
- Anton M. Zahorsky (1900–1985), österreichischer Journalist und Übersetzer

### 20. Jahrhundert

#### 1901 bis 1910
- Emilio Comici (1901–1940), Alpinist und Höhlenforscher
- Karl Drews (1901–1942), österreichischer Schauspieler
- Giulio Krall (1901–1971), Bauingenieur und Mathematiker
- Slavomir Condanari-Michler (1902–1974), österreichischer Rechtswissenschaftler
- Luigi Malipiero (1901–1975), deutscher Theaterregisseur und -intendant, Schauspieler, Bühnenbildner und Maler
- Ugo Morin (1901–1968), Mathematiker
- Alma Morpurgo (1901–2002), Schriftstellerin und Übersetzerin
- Irma Schmidegg (1901–1991), österreichische Skirennläuferin
- Roberto Bazlen (1902–1965), Schriftsteller und Publizist
- Fausto Cleva (1902–1971), US-amerikanischer Dirigent
- Giovanni Boaga (1902–1961), Mathematiker und Geodät
- Hans Molly (1902–1994), deutscher Ingenieur und Erfinder
- Vladimir Bartol (1903–1967), slowenischer Autor
- Karl (Carlo) Strasser (1903–1981), italienischer Entomologe
- Wanda Wulz (1903–1984), italienische Fotokünstlerin
- Sergio Amidei (1904–1981), Drehbuchautor
- Odilo Globocnik (1904–1945), österreichischer Nationalsozialist, SS-Obergruppenführer und Generalleutnant
- Manfred Metzger (1905–1986), Schweizer Segler, Bronzemedaillen-Gewinner bei Olympia
- Erich Rajakowitsch (1905–1988), österreichischer Jurist und SS-Obersturmführer
- Piero Rismondo (1905–1989), Schriftsteller, Theaterdirektor, Regisseur und Journalist
- Egon Braun (1906–1993), österreichischer Philosophiehistoriker und Klassischer Archäologe
- Marino Gentile (1906–1991), Philosoph und Pädagoge
- Leo Castelli (1907–1999), US-amerikanischer Kunsthändler, Kunstsammler und Galerist
- Hans Herbert Fiedler (1907–2004), deutscher Opernsänger und Schauspieler
- Fabio Metelli (1907–1987), Psychologe
- Carlo Rizzo (1907–1979), Schauspieler
- Louis Toffoli (1907–1999), französischer Maler und Grafiker
- Giusto Tolloy (1907–1987), Politiker
- Paul Henreid (1908–1992), US-amerikanischer Schauspieler und Regisseur
- Enrico Paoli (1908–2005), Schachspieler und Schachkomponist
- Bruno Bjelinski (1909–1992), jugoslawischer Komponist
- Fabio Conforto (1909–1954), Mathematiker
- Giacomo Gentilomo (1909–2001), Filmregisseur
- Ernesto Nathan Rogers (1909–1969), Architekt und Architekturtheoretiker
- František Skorkovský (1909–1939), tschechischer Jurist und Studentenführer
- Gillo Dorfles (1910–2018), Maler, Kunstkritiker und Essayist
- Livio Gratton (1910–1991), Astronom
- Gustav Hauck (1910–1983), österreichischer Pilot
- Luigi Giuseppe Jacchia (1910–1996), Astronom
- Piero Pasinati (1910–2000), Fußballspieler und -trainer
- Heinz von Sauter (1910–1988), österreichischer Übersetzer, Schriftsteller und Ingenieur der Elektrotechnik
- Tone Tomšič (1910–1942), slowenischer Kommunist und Widerstandskämpfer

#### 1911 bis 1920
- Helmut Breymann (1911–1944), Reichstagsabgeordneter
- Nino Crisman (1911–1983), Schauspieler und Filmproduzent
- Max Herzele (1911–1989), österreichischer Kaufmann und Politiker (VdU)
- Eli Freud (1914–2010), israelischer Musiker, Dirigent und Komponist
- Ada Buffulini (1912–1991), Antifaschistin und Widerstandskämpferin
- Derna Polazzo (1912–1994), Sprinterin und Weitspringerin
- Nereo Rocco (1912–1979), Fußballspieler und -trainer
- Giulio Viozzi (1912–1984), Komponist, Pianist und Musikpädagoge
- Gaetano Kanizsa (1913–1993), Psychologe
- Konstantin Mexis (1913–1983), griechisch-österreichischer Pianist
- Giorgio Oberweger (1913–1998), Leichtathlet
- Boris Pahor (1913–2022), slowenischer Schriftsteller
- Wilhelm Sereinigg (1913–2012), österreichischer Politiker (SPÖ)
- Laura Solari (1913–1984), Schauspielerin
- Giordano Cottur (1914–2006), Radrennfahrer
- Ettore Geri (1914–2003), Schauspieler
- Luciano Petech (1914–2010), Historiker und Tibetologe
- Walter Fritz Stettner (1914–1998), US-amerikanischer Entwicklungsökonom
- Borut Marinček (1915–2004), jugoslawisch-schweizerischer Metallurg und Professor
- Ferdinando Zidar (1915–2003), Widerstandskämpfer und Journalist (PCI)
- Alda Noni (1916–2011), Opernsängerin
- Carlo Morelli (1917–2007), Geophysiker und Geodät
- Giuseppe Grezar (1918–1949), Fußballspieler
- Ivan Vidav (1918–2015), slowenischer Mathematiker
- Paolo Barbi (1919–2011), Politiker
- Enrico Luzi (1919–2011), Schauspieler und Synchronsprecher
- Mitja Ribičič (1919–2013), jugoslawischer Politiker
- Ferruccio Valcareggi (1919–2005), Fußballspieler und -trainer
- Fedora Barbieri (1920–2003), Opernsängerin
- Jadran Ferluga (1920–2004), slowenischer Byzantinist
- Aldo Ghira (1920–1991), Wasserballer
- Rita Rosani (1920–1944), Lehrerin und Widerstandskämpferin
- Michele Tito (1920–1968), Leichtathlet

#### 1921 bis 1930
- Pavel Branko (1921–2020), tschechoslowakischer Filmkritiker, literarischer Übersetzer und Autor von sprachkritischen Werken
- Pompeo Posar (1921–2004), Fotograf
- Giorgio Strehler (1921–1997), Regisseur
- Antonio Bibalo (1922–2008), Komponist und Pianist
- Valnea Scrinari (1922–2010), Klassische Archäologin
- Mario Zafred (1922–1987), Komponist, Dirigent und Musikkritiker
- Guido De Santi (1923–1998), Radrennfahrer
- Livio Lorenzon (1923–1971), Schauspieler
- Fulvio Martini (1923–2003), Admiral der italienischen Marine
- Cesare Rubini (1923–2011), Basketballtrainer und -spieler sowie Wasserballspieler
- Bruno Tonazzi (1924–1988), Gitarrist, Musikpädagoge und Musikforscher
- Renato Balestra (1924–2022), Modedesigner und Unternehmer
- Bianca Maria Piccinino (* 1924), Journalistin, Fernsehmoderatorin und Autorin
- Peter Blum (1925–1990), südafrikanischer Schriftsteller
- Nerina De Walderstein (1925–2011), Widerstandskämpferin gegen den Nationalsozialismus und KZ-Überlebende
- Licio Giorgieri (1925–1987), Luftwaffengeneral
- Lelio Lagorio (1925–2017), Politiker, Bürgermeister von Florenz, Präsident der Region Toskana, Verteidigungsminister
- Ondina Peteani (1925–2003), Widerstandskämpferin
- Giorgio Pilleri (1925–2018), Neurologe
- Irene Camber (1926–2024), Florett-Fechterin
- Franco Gulli (1926–2001), Violinist und Musikpädagoge
- Tiberio Mitri (1926–2001), Boxer und Schauspieler
- Teddy Reno (* 1926), Schlagersänger und Filmschauspieler
- Simon Spierer (1926–2005), Schweizer Kunstsammler und Kunstmäzen
- Hans Germani (1927–1983), Kriegsjournalist
- Valeriano Pastor (1927–2023), Architekt
- Tullio Kezich (1928–2009), Filmkritiker, Drehbuchautor, Schriftsteller und Dramaturg
- Guido Weiss (1928–2021), US-amerikanischer Mathematiker
- Piero Cappuccilli (1929–2005), Opernsänger
- Umberto D’Orsi (1929–1976), Schauspieler
- Elvi Lissiak (1929–1996), Schauspielerin
- Duilio Loi (1929–2008), Boxer
- Erich B. Kusch (1930–2010), deutscher Journalist
- Mario Maranzana (1930–2012), Schauspieler
- Rajmund Pajer (1930–2016), kanadischer Autor und KZ-Überlebender

#### 1931 bis 1940
- Sandro Bocola (1931–2022), italienisch-schweizerischer Schriftsteller und Künstler
- Stelio Candelli (* 1931), Schauspieler
- Fulvia Franco (1931–1988), Schauspielerin
- Alessandro Staccioli (* 1931), Weihbischof
- Cesare Maldini (1932–2016), Fußballspieler und Fußballtrainer
- Giovanni Miccoli (1933–2017), Kirchenhistoriker
- Livio Paladin (1933–2000), Jurist
- Romano Puppo (1933–1994), Schauspieler
- Lila Rocco (1933–2015), Schauspielerin
- Luciano Semerani (1933–2021), Architekt, Architekturtheoretiker und Professor in Triest, Wien und New York
- Paola Loew (1934–1999), österreichische Schauspielerin und Hörspielsprecherin
- Bianca Di Beaco (1934–2018), Alpinistin
- Fabio Cudicini (1935–2025), Fußballtorhüter
- Alberto Limentani (1935–1986), Romanist
- Amedeo Tommasi (1935–2021), Pianist und Komponist
- Salvatore Giannone (1936–2024), Sprinter
- Ariella Reggio (* 1936), Schauspielerin und Hörfunkmoderatorin
- Ivan Rassimov (1938–2003), Schauspieler
- Joseph Straus (* 1938), Wissenschaftler
- Giorgio Ferrini (1939–1976), Fußballspieler
- Claudio Magris (* 1939), Schriftsteller, Germanist und Übersetzer
- Marino Masè (1939–2022), Schauspieler
- Claudia Pasini (1939–2015), Fechterin
- Federica Ranchi (1939–2025), Schauspielerin
- Enrico Rava (* 1939), Jazztrompeter und Flügelhornist
- Marina Apollonio (* 1940), Künstlerin
- Sergio Doplicher (* 1940), mathematischer Physiker
- Jože Pirjevec (* 1940), slowenisch-italienischer Historiker

#### 1941 bis 1950
- Andrea de Adamich (* 1941), Autorennfahrer
- Franko Luin (1941–2005), slowenischstämmiger Mediendesigner und Schriftenentwerfer
- Adriano Sofri (* 1942), Politiker, Intellektueller, freier Journalist und Autor
- Daniela Surina (* 1942), Schauspielerin
- Bruno Bianchi (1943–1966), Schwimmer
- Anna Maria Cecchi (1943–2021), Schwimmerin
- Claudio Rebbi (* 1943), italienisch-US-amerikanischer theoretischer Physiker
- Leandro Lucchetti (* 1944), Filmregisseur und Drehbuchautor
- Roberto Car (* 1947), Physiker
- Dario D’Angelo (1947–1994), Journalist
- Gianni Lepre (* 1947), Theater-, Film- und Fernsehregisseur
- Paolo Rumiz (* 1947), Journalist und Schriftsteller
- Fabio Baldas (* 1949), Fußballschiedsrichter
- Paolo Rosani (1949–1982), Model und Schauspieler
- Don Beyer (* 1950), US-amerikanischer Politiker und Diplomat
- Marina Cattaruzza (* 1950), Historikerin
- Marino Maranzana (* 1950), Regisseur und Drehbuchautor
- Roberto Pangaro (* 1950), Schwimmer
- Christian van Singer (* 1950), Schweizer Politiker

#### 1951 bis 1960
- Walter Gerbino (* 1951), Psychologe
- Guido Pozzo (* 1951), römisch-katholischer Kurienerzbischof
- Gabriella Carli (* 1953), Dirigentin
- Francesco Illy (* 1953), Schweizer Unternehmer und Weinproduzent
- Luciano Comida (1954–2011), Autor
- Fabrizio Costa (* 1954), Fernsehregisseur
- Mauro Roman (* 1954), Vielseitigkeitsreiter
- Riccardo Illy (* 1955), Unternehmer
- Ilario Di Buò (* 1956), Bogenschütze
- Fabio Nieder (* 1957), Komponist zeitgenössischer Musik, Dirigent und Pianist
- Alessandro Saša Ota (1957–1994), Journalist und Fotograf
- Susanna Tamaro (* 1957), Schriftstellerin
- Dietmar Bittrich (* 1958), Schriftsteller
- Mauro Maur (* 1958), Trompeter und Komponist
- Marko Sosič (1958–2021), Schriftsteller und Regisseur
- Marino Zerial (* 1958), Biologe
- Federico Agostini (* 1959), Violinist
- Roberto Magris (* 1959), Jazzpianist
- Vivien Vee (* 1960), Disco-Sängerin
- Christian Weinberger (* 1960), österreichischer Schauspieler

#### 1961 bis 1970
- Biagio Chianese (* 1961), Boxer
- Matteo Boniciolli (* 1962), Basketballtrainer
- Giovanni Miccoli (* 1963), Ruderer
- Fabiana Trani (* 1963), Harfen-Solistin
- Mauro Covacich (* 1965), Schriftsteller und Journalist
- Anna Lauvergnac (* um 1966), Sängerin und Filmkomponistin
- Alessandra Bernardi (* 1967), Autorin
- Mauro Bole (* 1968), Kletterer
- Daniela Barcellona (* 1969), Opernsängerin
- Riccardo Dei Rossi (* 1969), Ruderer
- Valentina Turisini (* 1969), Sportschützin
- Luca Giustolisi (1970–2023), Wasserballspieler

#### 1971 bis 1980
- Rudresh Mahanthappa (* 1971), US-amerikanischer Jazzmusiker und Komponist
- Alessandro De Pol (* 1972), Basketballspieler
- Luca Turilli (* 1972), Komponist und Musiker
- Stefano Patuanelli (* 1974), Politiker
- Max Tonetto (* 1974), Fußballspieler
- Elisa Toffoli (* 1977), Sängerin und Songwriterin
- Daniela Chmet (* 1979), Triathletin
- Margherita Granbassi (* 1979), Fechterin
- Corinna Ulcigrai (* 1980), Mathematikerin

#### 1981 bis 2000
- Nicola Cassio (* 1985), Schwimmer

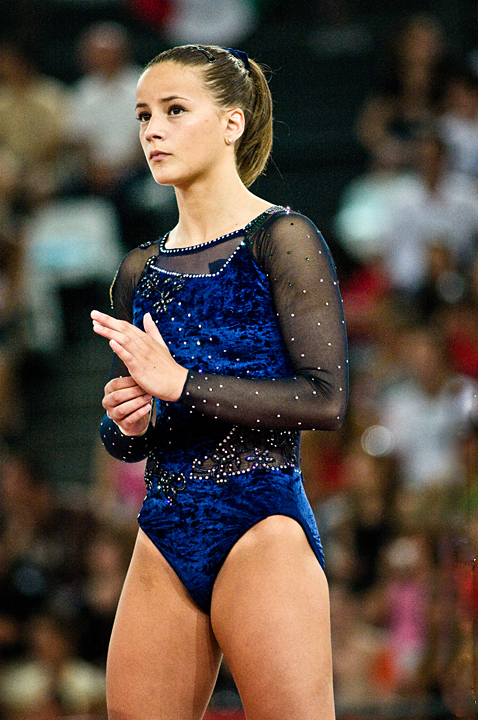
Francesca Benolli
(* 1989)

- Giulio Regeni (1988–2016), Student
- Francesca Benolli (* 1989), Geräteturnerin[1]
- Piero Codia (* 1989), Schwimmer
- Marco Colombin (* 1989), Grasskiläufer
- Sara Gama (* 1989), Fußballspielerin
- Matteo Metullio (* 1989), Koch
- Federica Tafuro (* 1989), Grasskiläuferin
- Federica Macrì (* 1990), Geräteturnerin[2]
- Nicholas Anziutti (* 1992), Grasskiläufer
- Lorenzo Ludemann (* 1992), Jazztrompeter
- Beatrice Bartelloni (* 1993), Radrennfahrerin
- Lorenzo Martini (* 1994), Grasskiläufer
- Andrea Petagna (* 1995), Fußballspieler
- Massimiliano Valcareggi (* 1995), griechischer Skirennläufer
- Elisa Di Lazzaro (* 1998), Hürdenläuferin
- Max Mandusic (* 1998), Stabhochspringer
- Tommaso Pobega (* 1999), Fußballspieler
- Matteo Capuzzo (* 2000), Handball- und Beachhandballspieler

### Geburtsjahr unbekannt
- Rada Rassimov (* 1938 oder 1941), Schauspielerin
- Paolo Rúmetz (* im 20. Jahrhundert), Opernsänger (Bariton)
- Valentino Tosatti (* um 1981), Mathematiker

## Bekannte Einwohner von Triest

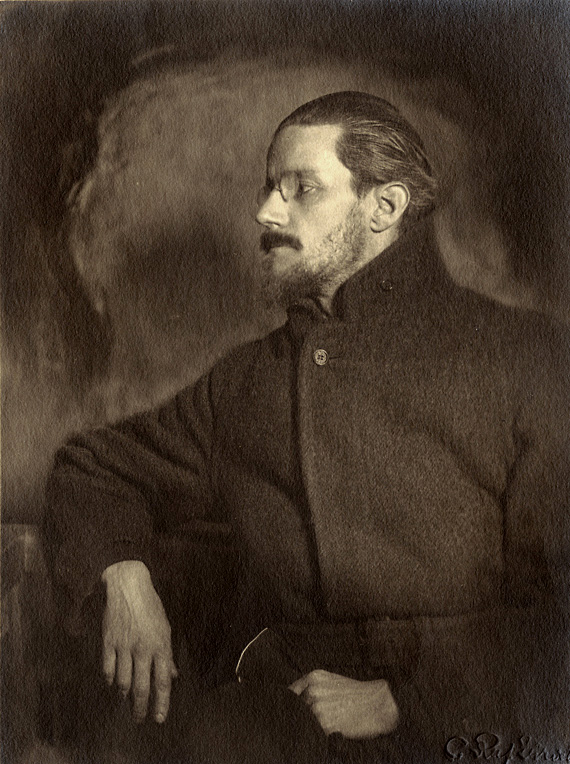
James Joyce

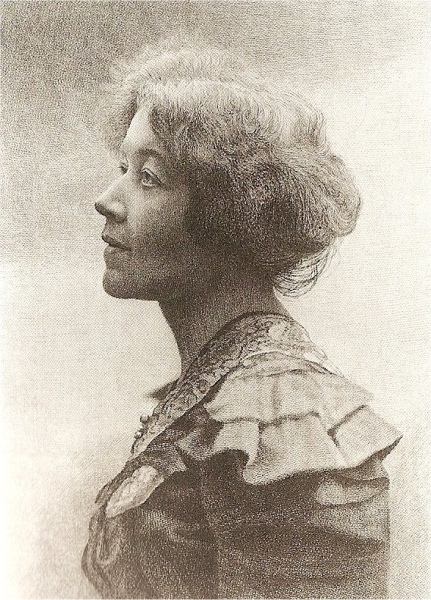
Ricarda Huch

- Enea Silvio Piccolomini (1405–1464), Bischof von Triest, später Papst Pius II.
- Carlo d’Ottavio Fontana (1774–1832), Händler, Numismatiker und Mäzen
- Jérôme Bonaparte (1784–1860), Bruder Napoléon Bonapartes
- Carlos María Isidro de Borbón (1788–1855), Graf von Molina, carlistischer Prätendent mit Exilhof in Triest
- Pasquale Revoltella (1795–1869), Bankier, Unternehmer und Mäzen
- Anton d’Antoni (1801–1859), österreichischer Opernkomponist
- Antonio Gazzoletti (1813–1866), Jurist und Dichter
- Franz von Schaub (1817–1871), Astronom und Ozeanograph
- Carlos Luis de Borbón (1818–1861), Graf von Montemolín, carlistischer Prätendent mit Exilhof in Triest
- Moriz Funk, ab 1871 Ritter von Funk (1831–1905), Linienschiffkapitän, lebte bis zu seinem Tode in Triest
- Anna Schimpff-Jahn (1831–1896), deutsche Schriftstellerin und Verlegerin, lebte bis zu ihrem Tod in Triest
- Ferdinand Maximilian von Österreich (1832–1867), Erzherzog von Österreich, Kaiser von Mexiko, Erbauer von Schloss Miramare
- Charlotte von Belgien (1840–1927), Prinzessin von Belgien, Erzherzogin von Österreich, Kaiserin von Mexiko
- Giuseppe Wulz (1843–1918), italienischer Fotograf
- Marie Hoheisel (1873–1947), österreichische Frauenrechtlerin
- Adriano Sturli (1873–1964), österreichischer Forscher und Arzt, Mitarbeiter von Karl Landsteiner und Mitentdecker der Blutgruppe AB, Arzt am Städtischen Krankenhaus von Triest, beerdigt auf dem Triester Friedhof St. Anna
- James Joyce (1882–1941), irischer Autor, lebte 1905–1915 großteils in Triest und schrieb hier an seinem Roman Ulysses
- Stanislaus Joyce (1884–1955), irischer Professor für Literatur an der Universität von Triest, Bruder von James Joyce
- Gottfried von Banfield (1890–1986), k.u.k. Marineflieger und Reeder
- Ricarda Huch (1864–1947) lebte 1898–1900 in Triest, Schriftstellerin
- Amadeus von Savoyen (1898–1942), Herzog von Apulien, 3. Herzog von Aosta, Gouverneur und Vizekönig von Italienisch-Ostafrika, lebte mit seiner Familie von 1932 bis 1937 in Schloss Miramare
- Emmi Pikler (1902–1984), ungarische Kinderärztin
- Wanda Wulz (1903–1984), italienische Fotografin
- Franco Basaglia (1924–1980), Psychiater
- Fulvio Tomizza (1935–1999), Schriftsteller
- Veit Heinichen (* 1957), deutscher Schriftsteller
- Kenka Lekovich (* 1962), Autorin